# 若開邦
若開邦（阿拉干語發音： [ɹəkʰàiɴ pɹènè]；緬甸語發音：[jəkʰàiɴ pjìnɛ̀]）是緬甸西南的一個邦，與孟加拉接壤。面積36,780平方公里，2014年該邦人口為318.8萬人。首府實兌，下轄7縣，邦境以南北向的若開山脈為主，島嶼較多。“若開”一詞來自巴利語，即食人魔之地，可能是指其矮黑人原住民。
早在1027行動以前的緬甸爆發政變後的衝突控制了該地區的北部區域，而在2023年1027颶風行動中兄弟會聯盟宣佈對以清除電詐為名與緬軍展開軍事衝突，而在2024年1月15日的談判破裂後宣佈控制了其境內的百力瓦等北部至中部的大部分區域。而在2月21日隨著緬軍的撤離與轟炸下幾乎控制了蘭里島後大半個地區已被若開軍佔領。

## 歷史
古稱阿拉干（Arakan）王国，自古以上座佛教立国，在文化上与缅甸更为接近，与西边的孟加拉地区也长期和睦相处。在阿拉干王国的古都妙乌（Mrauk U），至今仍保留着一座几百年前回教徒的清真寺。不过，那个时候，定居在阿拉干的回教徒人数很少，主要是从事贸易的商人，今日若開邦總人口數約三百五十萬人，該地分為兩大族群：若開族和羅興亞人。
Dhanyawadi、Waithali、Lemro、謬烏王國（Mrauk U）、貢榜王朝佔領的獨立王國（1784年～1826年）、英國統治（1826年～1948年）、緬甸（1948年～）的邦（省）。

## 行政區劃
- 皎漂縣（ကျောက်ဖြူခရိုင်）
- 孟都縣（မောင်တောခရိုင်）
- 實兌縣（စစ်တွေခရိုင်）
- 丹兌縣（သံတွဲခရိုင်）
- 妙烏縣（မြောက်ဦးခရိုင်）
- 洞鸽县（တောင်ကုတ်ခရိုင်）
- 安县（အမ်းခရိုင်）

## 城市
首府實兌；重要城市尚有孟都市、布迪當市、皎漂市（中緬油氣管道的起点）。

## 宗教衝突
若開邦居民若開人（Rakhine）多数為信奉上座部佛教（南傳佛教）佛教徒，少数信奉伊斯兰教；由於謬烏王國国王明蘇蒙曾经在临近的孟加拉蘇丹國避难，因此有了穆斯林社區，也成为緬甸全国穆斯林最多的地区。以罗兴亚人（Rohingya）为主的穆斯林人口，居该邦总人口约四分之一。但由于历史和宗教原因，缅甸官方指為是来自孟加拉国的非法定居者，因此不享有公民权。
2012年6月中，若開邦的穆斯林（罗兴亚族）與佛教徒（若開族、緬族等）爆發衝突，緬甸總統登盛於6月10日晚間宣布若開邦進入緊急狀態。罗兴亚族穆斯林的大量外逃。與2016年11月初，相似情事再次發生，約3萬人逃離家園。

## 經濟
若開邦是緬甸最貧窮的一級行政區劃之一。69％以上的人口生活貧困。
水稻是該地區的主要作物，佔農業用地總面積的85％左右。椰子和尼帕棕櫚種植園也很重要。捕魚業是一個主要產業，大部分漁獲運到仰光，但也有一些出口。從山上提取木材，竹子和木炭等木製品。少量的劣質原油是從原始的，淺的，手挖井中生產出來的，但石油和天然氣生產尚未發現。
旅遊業正在慢慢發展。古老的皇家城鎮妙烏的廢墟和Ngapali海灘度假勝地是外國遊客的主要景點，但設施仍然是原始的，交通基礎設施仍然不成熟。